# 东四街道 (海城市)
东四街道，是中华人民共和国辽宁省鞍山市海城市下辖的一个乡镇级行政单位。

## 行政区划
东四街道下辖以下地区：
东四社区、哈达社区、水寨村、大甘河村、大二村、三台子村、大榆村、二大堡村、三大堡村、双龙村、东双台村、韩姜村和红旗村。